# Plagusia depressa
El Cangrejo blanco (Plagusia depressa) es una especie de crustáceo decápodo del infraorden Brachyura, propio de las costas atlánticas de las islas macaronésicas (Canarias, Azores, Salvajes y Madeira), Marruecos, países desde Senegal hasta Angola, las Antillas, Estados Unidos (Carolina del Norte y del Sur, Florida), el golfo de México y Brasil.

## Hábitat y comportamiento
El cangrejo blanco habita en la zona intermareal de la costa, así como en zonas submareales poco profundas, y suele encontrarse en rocas, espigones y lagunas mareales.
Por otra parte, los cangrejos del género Plagusia suelen aferrarse a objetos flotantes del océano, tales como detritos, boyas, cascos de barcos y plataformas petrolíferas. Esto les permite alcanzar una amplia distribución. En 2000, un estudio genético y morfológico determinó que las poblaciones atlánticas (anteriormente, P. depressa depressa) e indo-pacíficas (P. d. tuberculata, sinónimo de P. d. squamosa) de esta especie podían ser clasificadas como dos especies diferentes (P. depressa y P. squamosa).
En Gran Canaria se ha observado una distribución similar de hembras y machos en la población. Su fecundidad media es de 45.600 huevos por hembra, y el periodo embrionario (en laboratorio) a 21,5 (± 1 °C) tiene una duración de 20 a 25 días.